# Rubén Álvarez Serrano
Rubén Álvarez Serrano (19 de juny de 1975 a Barcelona) és un atleta català, amb una discapacitat física. Va participar en els Jocs Paralímpics d'Estiu de Barcelona 1992: Primer en el salt de llargada i tercer en el triple salt. Va participar en els Jocs Paralímpics d'estiu de Atlanta 1996, on va acabar tercer en el triple salt i primer en el salt de llargada. Als Jocs Paralímpics d'estiu de Sidney 2000 va acabar tercer en el triple salt.